# Neotheronia tenuis
Neotheronia tenuis är en stekelart som beskrevs av Krieger 1905. Neotheronia tenuis ingår i släktet Neotheronia och familjen brokparasitsteklar. Inga underarter finns listade i Catalogue of Life.